# Magura Rycerowa

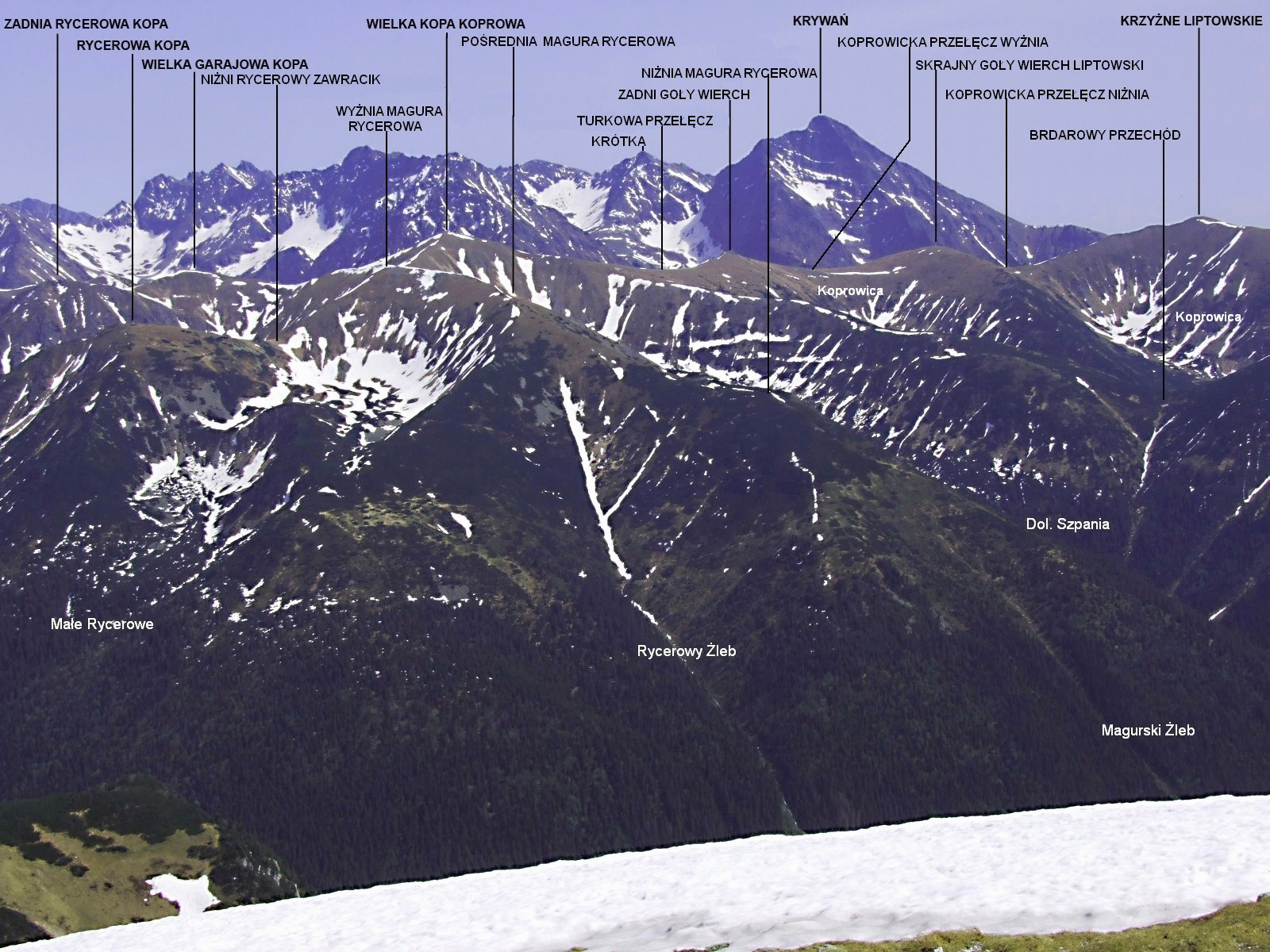

Magura Rycerowa (słow. Magura) – grzbiet w bocznej, odchodzącej w Wielkiej Kopie Koprowej (Veľká kopa), grani Liptowskich Kop (Liptovské kopy), oddzielający Dolinę Szpanią (Špania dolina) od Doliny Wierchcichej (Zadná Tichá dolina).
Najwyższym szczytem i jednocześnie zwornikiem Magury jest Wyżnia Magura Rycerowa (Veľká Licierova Magura, 1997 m). Od Wielkiej Kopy Koprowej oddzielona przełęczą Wyżni Rycerowy Zawracik (Vyšný Licierov závrat, 1946 m). Wna północ od Wyżniej Magury Rycerowej odchodzi grań z kulminacją w Rycerowej Kopie (Licierova kopa, 1901 m), szczyty rozdziela Niżni Rycerowy Zawracik (Nižný Licierov závrat, ok. 1860 m). Grań ta rozdziela dwie boczne dolinki zawieszone nad Doliną Wierchcichą: Małe Rycerowe (Predné Licierovo) i Wielkie Rycerowe (Zadné Licierovo). W kierunku zachodnim od Wyżniej Magury Rycerowej odchodzi grzbiet z kolejnym szczytem zwornikowym zwanym Pośrednią Magurą Rycerową (Prostredná Licierova Magura, 1933 m). Tu grań rozgałęzia się i w kierunku północno-zachodnim odchodzi grzbiet oddzielający Małe Rycerowe od Rycerowego Żlebu (Licierov žľab), a w kierunku zachodnim odchodzi grzbiet, który ponownie rozgałęzia się w Niżniej Magurze Rycerowej na dwa żebra opadające w kierunku południowo-zachodnim i północno-zachodnim do Doliny Cichej. Pomiędzy nimi znajduje się Rakitowy Żleb (Rakitov žľab) zwany też Magurskim Żlebem.
Nazwa magura jest pochodzenia wołoskiego i w języku wołoskim oznaczało wzgórze, pagórek, kopiec.
Liptowskie Kopy były dawniej wypasane, od 1949 r. stanowią obszar ochrony ścisłej TANAP-u i nie są udostępnione turystycznie